# Microdalyella rossi
Microdalyella rossi är en plattmaskart. Microdalyella rossi ingår i släktet Microdalyella och familjen Dalyelliidae. Inga underarter finns listade i Catalogue of Life.